# ケリィ・レズナー
ケリィ・レズナー (Kelley Layzner)は 、OVA『機動戦士ガンダム0083 STARDUST MEMORY』に登場する架空の人物。（声：玄田哲章）

## 人物
OVA版第6話「フォン・ブラウンの戦士」に登場。
元ジオン公国軍宇宙攻撃軍所属のモビルスーツパイロットで、当時の階級は大尉。左腕を失っており、この負傷が原因でモビルスーツの搭乗資格を剥奪されたらしい。一年戦争後は月面都市フォン・ブラウン市でジャンク屋として生計を立てていた。
アナベル・ガトーの戦友であり、ガトーからのビデオメッセージの内容から、固い信頼関係で結ばれていることが窺える。ニナ・パープルトンとも面識がある。
一年戦争時のケリィを描いた作品はいくつかあり、漫画『機動戦士ガンダム0083 星屑の英雄』ではジャイアント・バズを2丁装備したリック・ドムで出撃し、アムロ・レイのガンダムに左腕を落とされている。一方、漫画『いけ!いけ!ぼくらのVガンダム!!』に収載されている『ソロモンの悪夢』では、搭乗したビグロごとソーラ・システムに焼かれ負傷する様子が描かれている。漫画『機動戦士ガンダム0083 REBELLION』でも、搭乗機はビグロ。機体が中破し左腕を負傷した状態で登場しており、セリフから察するにドズルを補佐して「白いヤツ」と交戦したようである。
ゲーム作品では、『機動戦士ガンダム めぐりあい宇宙』中でケリィ自身がアムロに撃退される場面があり、こちらの搭乗機もビグロである。ゲーム『機動戦士ガンダム U.C. ENGAGE』のイベント「ソロモンの悪夢」では、ドズル戦死後にビグロを駆って右翼の守備隊と合流する。イベントクリア後の短編アニメ（サンライズ制作）では、大破し左腕を負傷した様子が描かれる。

## 劇中での活躍
劇中では、月面上の都市、フォン・ブラウン市の歓楽街でチンピラに絡まれ裏路地に倒れていたコウ・ウラキを、自宅に運びこんで以後、コウと暫し同居生活を送る。倉庫に眠っていたヴァル・ヴァロに興味を寄せたコウに助言され、その修理作業をしぶしぶ手伝う。その間シーマ・ガラハウと接触し、星の屑作戦への参加意志を表明する。ガトーからもビデオメッセージで星の屑作戦への参加を要請されている。
しかしシーマの目当てがヴァル・ヴァロのみで、自分は放り出すつもりと知ったケリィは激怒。フォン・ブラウン市街への攻撃を脅迫材料に、アルビオン搭載のガンダムへ勝負を挑む。ケリィのヴァル・ヴァロは、コウの駆るガンダム試作1号機フルバーニアンに善戦するも、詰めを誤って撃墜される。コウに脱出を促されたが、脱出装置は最初から積み込んではいなかった。
劇場版『機動戦士ガンダム0083　ジオンの残光』にも登場するが、前述の決闘がカットされ、ただの街のジャンク屋という端役で終わっている。　
漫画『機動戦士ガンダム0083 星屑の英雄』では月に潜伏中のガトーを匿っていた。ガトーにヴァル・ヴァロの存在を仄めかすものの、星の屑作戦には参加しない。終盤に月でガトーの死を感じ「十分に生きたよな」と彼に弔いの言葉を掛けた。

### 機動戦士ガンダム0083  REBELLION
漫画『機動戦士ガンダム0083  REBELLION』ではヴァル・ヴァロ修繕まで原作をほぼ踏襲しているが、ヴァル・ヴァロ戦でケリィが戦死せず、それ以降もメインストーリーに絡むキャラクターに変更されている。
連邦艦隊の観艦式急襲にも参戦しており、ガトーの任務遂行を支援するためギレス隊とともに残る。ヴァル・ヴァロでコウのフルバーニアンと交戦するも月でのヴァル・ヴァロ修繕作業にコウ自身が関わっていたため、ビームサーベルによる精密攻撃によって機能停止に追い込まれ捕虜となる。その経緯でコウからフォン・ブラウン市へのコロニー落としの情報を知りショックを受ける。 その後に捕虜移送のために連れ出されたところでガトーによる襲撃に巻き込まれる。混乱の中自らは脱走を拒んで残り、成り行きでオーキスに搭乗。混戦のさなかノイエ・ジールを駆るガトーと遭遇、通信でガトーにコロニー落としの真偽を問い「例えジオンの再興のためだとしてもそれだけは俺が必ず阻止をする」と言を投げかけた彼と共にガトーを阻止するためガンダム試作3号機に搭乗する。星の屑作戦の真の狙いは地球の北米大陸でありフォン・ブラウン市への軌道はそれを隠蔽する偽装だったが、それを立場上明かせないガトーはケリィを納得させる返答ができなかった。
そしてコロニーの制御室内でニナやコウと共にガトーと相まみえたケリィはかつての戦友に心変わりを非難されるが、逆にケリィは自分なりに掴んだ生き方を元に反論。愛する者を得たケリィは、先の計画を知ったことで「大義のためであれば無差別に人の命を奪ってもいいという考えは間違っている」という答えに辿り着き、二人は主義や生き様の違いから決別することとなった。
その後脱出する時、バニングの仇と憎んでいたモンシアに殺されかけるもそばにあったヘルメットを拾い酸欠を免れて何とか生還しアルビオン隊の健闘を祈る。その後のエピローグではラトーラの元に帰還し、無事に産まれた赤ん坊を手にして涙を流すシーンが描かれている。

## 搭乗機
- MA-05 ビグロ
- MA-06 ヴァル・ヴァロ
  - MA-06FMM  ヴァル・ヴァロ (フルミッションモード)（0083 REBELLION）
- オーキス（0083 REBELLION）

## 搭乗艦
一年戦争
- ドロワ

デラーズ紛争（0083 REBELLION）
- ペール・ギュント
- アルビオン